# Мартин Николов (футболист)
Мартин Цветанов Николов (роден на 10 октомври 1993 г.) е български футболист, който играе на поста ляв бек. Състезател на Етър.

## Кариера
На 17 декември 2020 г. Николов е обявен за ново попълнение на Ботев (Враца). Прави своя дебют на 13 февруари 2021 г. при загубата с 1:2 като домакин на Берое, като попадението за врачани отбелязва именно той.

### Септември София
На 17 юли 2022 г. Мартин подписва със Септември (София). Дебютира на 18 юли при победата с 1:3 като гост на Хебър.

### Етър
На 12 юни 2023 г. Николов се завръща в отбора на Етър. Записва своя повторен дебют за тима на 22 юли при загубата с 5:0 като гост на Лудогорец.

## Успехи
Етър
- Втора лига (1): 2016/17